# 1997年加延地震
1997年加延地震是于1997年5月10日协调世界时7时57分、当地时间12时57分发生在伊朗呼羅珊省北部的一起重大地震，是该地区自1990年以来最大的一次地震，矩震级为7.3级，中心位于马什哈德以南约270公里的一个名叫阿德库尔（Ardekul）的乡村。这也是该国1997年所发生的第三场地震，造成严重的灾情，比尔詹德－加延地区变得满目疮痍，有1567人丧生，超过2300人受伤，5万人无家可归，超过15000幢房屋遭到破坏或损毁，美国地质调查局形容这是1997年最致命的一场地震。其后还发生了约155次余震，造成了进一步的破坏并迫使幸存者远离家园。之后的研究发现，这场地震是由一个沿伊朗和阿富汗边界地下蔓延的断层断裂所造成。
最终估计此次灾害的损失约为1亿美元，许多国家为此紧急捐赠了毛毯、帐篷、衣服和食品，并派出救援队伍协助当地义工寻找被困在废墟下的幸存者。围绕地震震央的地区几乎全部被毁，这与乡村地区建筑质量不佳有很大关系。之后联合国还建议对相应建筑法规进行调整。按死亡人数计算，自进入20世纪以来，伊朗平均每3000人就有1人在地震相关事件中遇难，一位美国地球物理学家建议为了解决持续的公共安全隐患，需要有一个全国范围的重建方案。

## 背景與地理
伊朗是一个地震频发国家，仅1996年就记录了200起。与之前所发生过的数十起事件一样，1997年的加延地震也有着较大的震级。地震于伊朗标准时间1997年5月10日12时57分发生在锡斯坦地区，这也是该国地震活动最频繁的地区之一。地震发生在星期六中午，这里的第一起重大地震发生在1979年，其矩震级为7.3级，面波震级为7.2级，能量波震级为7.7级，其最大感知烈度为X级，达到麦加利地震烈度的“剧烈”量级。

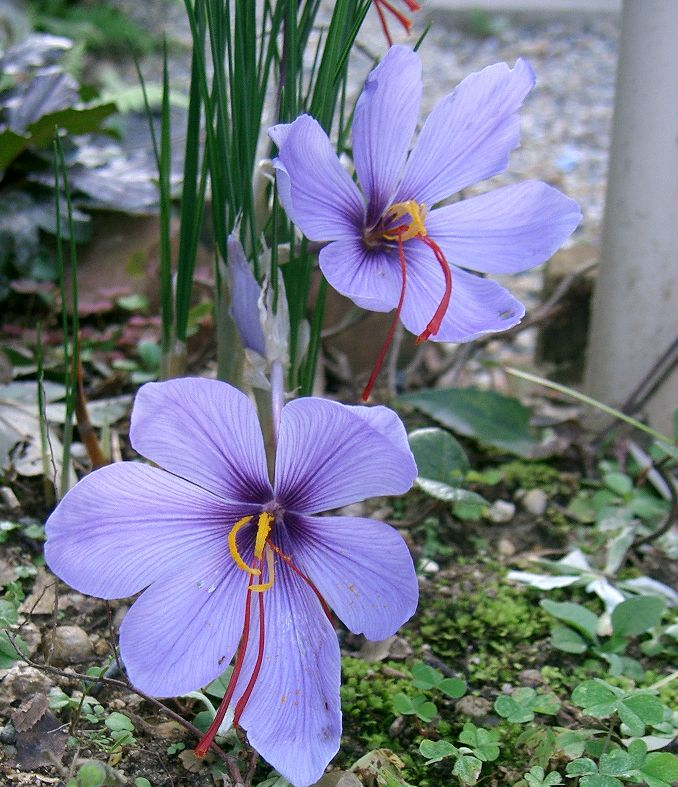
番紅花是一些地震灾民种植的香料

这场地震是由沿伊朗东部锡斯坦缝合带（Suture）上的阿彼兹断层（Abiz Fault）发生断裂所导致。锡斯坦地区座落在阿拉伯板块和欧亚大陆板块之间主要碰撞带的东北方，标明了伊朗微板块的东部边界并与阿富汗地壳区块相交。伊朗的大部分领土都处在一个微板块上，这导致地震活动主要沿其边界发生。震级7.3级，造成1.2万至2万人死亡的1968年达什特埃·巴耶兹地震和加延地震都是走滑断层导致的，这意味着断层两边的地壳块体向对方出现水平位移。加延地震由沿阿彼兹断层的右旋运动引发。除了起主要作用的走滑位移外，当地也有些证据显示有逆断层的作用。平均位移约为2米，这意外着一个较低的静态应力下降，与板内地震相比，这种情况更类似于板间地震。地震期间发生在震中附近地区位移的最大水平加速度达到每秒6.9米，这几乎达到重力加速度的四分之三。断裂的地壳层约为20至25公里厚。导致地震的断层延伸了110公里，这比根据地震震级所预测的要长。之后还发生了至少155次余震，其中最强的达到里氏震级5.5。许多余震发生在沿断裂地表以下24公里。
这场地震的震中位于呼罗珊南部的阿德库尔村境内，与阿富汗接壤。该村庄被山脉和丘陵所孤立。虽然伊朗政府向全国各地分配了超过800台地震仪，但由于地方偏远及其沙漠气候，没有多少台放置在加延地区。
由于气候干燥，木材这种用于制造防震房屋的主要建筑材料在加延非常稀缺，该地的房屋都是用土砖建成。这个贫困地区的居民主要依靠自给农业生存，饲养牲畜，种植小麦及蕃红花之类的农作物。地震来临之时，许多居民已经在田地里劳作，这些人中大部分得以生还。之后许多受伤的人在接受治疗时被诊断出存在营养不良。

## 损害与伤亡

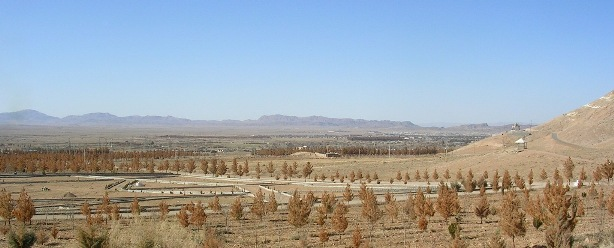
2006年加延西南部一角

超过50万平方公里的地区感觉到了这次地震，其中包括马什哈德、克尔曼和亚兹德等多座城市。地震震中到比尔姜德（Birjand）之间97公里的地带破坏最为严重。震颤在整个区域引发山体滑坡，并对该地区的土制房屋带来严重的破坏，整条街道都被夷为平地。一个村庄的小学倒塌导致110名女学生遇难。
《纽约时报》上的一篇初步报告声称在受灾最严重的地区有超过2000人丧生，之后在比尔姜德和另外两个小镇又有394人遇难。还有人称地震也造成阿富汗有5人死亡。随着救援行动的进行，这些数字进行了修订，美国地质调查局认为有1572人死亡（另外有5人是在阿富汗境内丧生），2300人受伤。尸体找回后被埋葬在集体坟墓中。官员担心地震当天当地巨大的气温波动（从5到28摄氏度）会导致尸体更快地出现腐烂，引发疾病蔓延。
许多村庄断水停电，幸存者无法自谋生路。伤者距离最近的医院最多有140公里远。一位大夫在强调需要医师救治伤者的迫切性时说，“我不知道自己今天已经做了多少包扎，但好像有几百次了吧。”大量的余震迫使幸存者离开他们家园的周边地区住在帐篷里，几天后，又一场震级4.8级的地震来袭。在地震及余震过后，加延以东90公里的阿彼兹村所有700幢房屋全部被毁，1200位村民中有400人遇难。
根据伊朗一家广播电台的报道，有200个村庄遭受了严重破坏或完全被摧毁。美国地质调查局估计有10533座房屋被毁，此外还有5474幢房屋受到了不同程度的损坏。五万人无家可归。当地官员起初估计损失约为当年的6700万美元，这个数字之后升高到了1亿美元。受灾地区的100所学校和许多卫生服务中心被发现需要进行修复。
许多损坏更严重的房屋结构都很简单，墙壁是由泥土、土坯或砖砌出40至50厘米厚。这样的建筑在面对地震时通常更为脆弱。不过，也有些传统建筑只遭受了轻微损伤或是完全没有受到损伤。这是一系列因素影响的结果，可能包括房屋的高宽比，缺少窗户，以及使用建筑材料的质量等。总体上来说，1979年地震后建成的钢筋混凝土房屋可以更好地抵卸这场地震。那些接近震中的钢筋混凝土房屋仍然严重受损主要是因为其房屋的重量，以及房屋主要结构部分的联系太过脆弱。

## 救援行动
| 组织/国家                  | 捐助金额（美元） |
| -------------------------- | ---------------- |
| 联合国相关机构             | 52.5万           |
| 日本                       | 30万             |
| OPEC成员国                 | 30万             |
| 德国                       | 23.5万           |
| 英国                       | 20万             |
| 挪威                       | 9万              |
| 丹麦                       | 3.5万            |
| 国际红十字与红新月运动组织 | 3.38万           |
| 美国                       | 2.5万            |

数千名志愿者加入了搜救被埋在成堆砖块和水泥碎片下幸存者的行列中，他们中许多人没有任何工具，完全是使用自己的双手来工作。包括伊朗紅新月會在内的当地组织派发了9000顶帐篷，超过18000张毛毯，还有大米、罐头食品等。此外，伊朗政府还向正在协调救灾工作的马什哈德送去了80吨物资。
联合国秘书长科菲·安南请求国际社会“迅速而慷慨地作出反应”。法国派出了一架满载毛毯、帐篷、衣服和食品的货机；瑞士当局派出了一支配有接受过搜救训练的狗的救援队伍。5月14日，来自欧洲和阿拉伯国家的多架装有帐篷、毛毯和煤油炉的飞机抵达马什哈德。来自美国的代表称这场灾难是“人道主义问题”，表示虽然他们与伊朗之间存在巨大的分歧，但只要收到请求，他们就会捐献物资并提供其它援助。一个名叫门诺派中央委员会（Mennonite Central Committee）的美国救援机构将原本打算送给移民难民的400吨扁豆和食用油改为用到救援工作中。一个名为国际救援队（International Rescue Corps）的英国灾难救援专家组织提出派遣一队救援队，但被拒绝签证，理由是“受灾地区已经有了足够的救援人员抵达”。瑞士提出的额外帮助也受到了拒绝。波斯湾政治区域内的多个国家向遇难者家属和当地政府表示了慰问。
受灾地区的极度偏远给救灾物资的分配带来了很大的困难。部分乡村需要在未经铺平的道路上连续开5个小时才能到达，一些路段还出现了坍塌或是被地震时引发的山崩所掩埋。为了到达部分用其它方式已经无法到达的地区还动用了直升机。
虽然救援行动还持续了一段时间，但伊朗政府于5月14日停止了搜救工作。经过了这段时间后预计已经不会再在废墟中找到更多的幸存者了。

## 将来的威胁
在2004年的一份地震工程较差的国家报告中，伊朗被列为“最严重的违例者”名单。科罗拉多大学博尔德分校的地球物理学家罗杰·比尔汉姆教授是一位地震有关形变和危害领域的专家，他批评了伊朗的建筑施工标准，指出事实上自进入20世纪以来，每3000名伊朗人中就有一人死于地震相关事件。比尔汉姆强调，“大部分的伊朗都需要重建。”联合国已经为伊朗准备了一份共同国家评估，其中同样指出，“虽然大城市中有着足够的建筑法规，但人们普遍认为这些法规没有在……遭受最近大地震打击的小镇或乡村得到严格执行。抗震建筑在这些地区非常罕见，足够的建筑法规尚未到位。”一份对地震中传统建筑的抗灾能力所进行的分析报告总结了几种因素，包括建筑成本高，材料质量差，农村地区相应技能短缺，以及缺乏建筑法规规管的传统建筑技术都导致了此类房屋的质量恶化。研究中建议了法规来对传统的拱门和穹顶建设加以规管。
伊朗的地震是一个民众非常关心的问题并且阻碍着经济的发展。整个20世纪该国一共发生了12起里式震级在7级以上的强烈地震。全国四分之三的主要城市位于地震多发地区。1990年曼吉尔-鲁德巴地震夺去了至少42000条生命，伊朗当年的国民生产总值也因此而损失了约7.2个百分点，两年的经济增长化为乌有。
2007年，亚洲减少地震风险中心成立，来对南亚、西南亚、中亚地区经历的常规地震作出反应。该组织存在的目标是“鼓励区域和跨区域网络和伙伴关系以减少地震损害”。在这些地区，因地震死亡的人数占到所有自然灾难死亡人数的73个百分点。